# Katma Tui
Katma Tui è una supereroina dei fumetti, un'extraterrestre del pianeta Korugar, ed un membro della forza di polizia intergalattica nota come il Corpo delle Lanterne Verdi. Comparve per la prima volta in Green Lantern vol. 2 n. 30 (luglio 1964), e fu creata dallo scrittore John Broome e dall'artista Gil Kane.

## Storia del personaggio
Katma Tui proviene dal pianeta Korugar, nell'area spaziale designata come Settore 1417 dai Guardiani dell'Universo, extraterrestri del pianeta Oa che sorvegliano ed amministrano il Corpo delle Lanterne Verdi. Korugar era anche il pianeta di origine dell'ex Lanterna Verde Sinestro, che utilizzò i suoi poteri di Lanterna Verde per schiavizzare tutto il suo pianeta, e governare su di esso come un tiranno, senza che i suoi superiori Guardiani ne venissero a conoscenza. Tui guidò la ribellione contro Sinestro, e testimoniò contro Sinestro, durante il suo processo, davanti ai Guardiani. Sinestro fu imprigionato nell'universo anti-materiale, sul pianeta Qward. La Lanterna Verde Tomar-Re nominò Katma Tui come successore di Sinestro in qualità di Lanterna Verde del settore 1417, ed ella accettò. La gente di Korugar, tuttavia, cominciò a vedere il simbolo delle Lanterne Verdi come un simbolo d'oppressione e dolore, e videro Tui come un mostro quando si unì al Corpo. Tui è conosciuta ora tra la sua gente come "Katma Tui la Perduta", come visto in Green Lantern Corps: Recharge n. 1 (novembre 2005).
Nella sua prima missione, che accadde durante il suo periodo di prova come Lanterna, Tui e lo scienziato Kuragano Imi Kahn distrussero una gigantesca creatura ameboide che minacciava Korugar. Tui e Kahn si innamorarono, e Tui decise di lasciare il Corpo. Hal Jordan, la prima Lanterna Verde della Terra, usò uno stratagemma per persuaderla a non farlo.
Tui divenne un esempio da seguire in molte avventure, inclusa una fuga dalle carceri sul pianeta carcerario dei Guardiani, la sua lotta contro l'influenza telepatica dell'alieno Ffa'rzz il Mocker e il suo rapimento da parte di un gruppo di terroristi che la scambiarono per l'amore di Hal Jordan, Carol Ferris. Entrò in guerra contro Krona , Nekron, i Guerrieri di Qward, e il Corpo delle Anti-Lanterne Verdi. Katma riuscì a reclutare con successo Rot Lop Fan, che non aveva la concezione dei colori, essendo cieco. Tui aiutò a sconfiggere l'entità extra-dimensionale conosciuta come Maaldor, che tagliò l'accesso alle Lanterne alla Batteria del Potere Principale su Oa che li potenziava. Fu coinvolta nell'evento conosciuto come Crisi sulle Terre infinite e molti altri conflitti contro Sinestro.

### Matrimonio
Quando Hal Jordan rassegna le dimissioni dal Corpo per Carol Ferris, Tui si infuriò, dato che Jordan la persuase a restare nel Corpo abbandonando Imi Kahn. Quando John Stewart inizialmente declinò l'offerta di sostituire Hal Jordan come Lanterna Verde della Terra, Tui, proiettando la furia che provava per Jordan contro Stewart, affermò che questi era un codardo, cosa che gli fece cambiare idea. Tui lo addestrò e lavorò con lui in un numero di missioni. I due infine si innamorarono, e quindi si sposarono. Tui lavorò con un gruppo di Lanterne Verdi con base sulla Terra. Questo gruppo includeva Kilowog, Ch'p e Arisia.

### Morte
Katma Tui fu assassinata dalla criminale Star Sapphire. Katma, depotenziata, all'epoca, fu fatta a pezzi mentre si trovava nella sua cucina. Star Sapphire lo fece solo per punzecchiare Hal Jordan.

### Resurrezione
Durante la serie Green Lantern: Mosaic, John Stewart fu coinvolto in una nuova società, i cui vari cittadini alieni furono messi insieme su un pianeta da un ex-Guardiano, che divenne pazzo a causa della lunga solitudine. I suoi sforzi lo elevarono al ruolo di primo Guardiano Mortale dell'Universo, conosciuto come The Master Builder. Come ricompensa per questo nuovo livello di consapevolezza, John fu riunito con la sua defunta moglie, Katma Tui. Tuttavia, la tragedia colpì di nuovo, e Hal Jordan, posseduto da Parallax, distrusse sia i Guardiani che la Batteria del Potere Centrale, derubando John dei suoi nuovi poteri e della sua resuscitata moglie.

### La Notte più Profonda
In Green Lantern vol. 4 n. 36, Saint Walker utilizzò il suo anello del potere blu per calmare la rabbia di John Stewart. Leggendo la sua mente, l'anello riuscì a comprendere che la creazione di un'immagine di Katma Tui sarebbe stata d'aiuto nello scopo. Dopo essere stato circondato dall'illusione di un volo con sua moglie per qualche momento, Stewart capì che sarebbe stato in grado di rivedere Katma.
Nel primo numero di Blackest Night, gli anelli neri del potere furono mandati in giro per tutto l'universo a rianimare i morti. Il nome di Katma Tui fu uno dei primi ad essere chiamati da un anello nero, e venne mostrata dopo la resurrezione come membro del Corpo delle Lanterne Nere. Affronterà John sul pianeta Xanshi, distrutto ed anch'esso resuscitato dagli Anelli Neri, venendone sconfitta.

## Altri media
Katma Tui ebbe una breve apparizione senza battute nell'episodio "In Brightest Day" della serie animata Superman: La Serie Animata. La sua comparsa più considerevole fu nell'episodio "Hearts and Mind" della serie animata Justice League.
Nella continuità animata, Katma sembra essere l'addestratrice primaria delle Lanterne reclute - al posto di Kilowog - ed è mostrata come uno dei membri più anziani del Corpo delle Lanterne Verdi. John Stewart fu mostrato come uno dei suoi allievi quando entrò nel Corpo. Si innamorarono, ma si separarono quando i settori a loro assegnati furono troppo distanti l'uno dall'altro.
All'inizio dell'episodio, si vede Katma guidare un gruppo di Lanterne in una battaglia quasi persa contro le forze di Despero, la cui energia Py'tar sembrava eguagliare, se non superare, quella delle Lanterne. Katma sembrò sacrificarsi così da permettere a Kilowog di salvarsi, e di arrivare sulla Terra per avvisare John della situazione critica. Latma pianificò di salvarsi e di infiltrarsi tra i ranghi di Despero sul suo pianeta, Kalanor, cercando segretamente di inviare informazioni alla resistenza che gli si opponeva. John , nella sua ricerca di Katma, finì per battersi con Despero e perse, il che danneggiò la sua abilità nell'usare l'anello. Katma cercò di ricostituire le abilità di John, ma era una situazione di una gravità estrema. Arrabbiata per il modo che aveva Katma di trattare John, Hawkgirl intese, non troppo sottilmente, che la relazione tra loro due era che Katma trattava John come il suo giocattolo. Quando Despero fu finalmente sconfitto, Katma offrì a John un posto accanto a lei per aiutarla a ricostruire Kalanor, ma John declinò gentilmente l'offerta rimanendo così un membro della Justice League e per continuare la sua missione di pattugliamento del settore 2814. Katma fece un'ultima comparsa, un cameo, in "The Return", con altre Lanterne Verdi, che vennero sulla Terra per difenderla dall'arrivo di Amazo. Come molte delle Lanterne Verdi nell'episodio, ebbe un cambiamento di look, puramente per motivi estetici, secondo i commenti nel DVD.
Un'altra versione del personaggio comparve nella serie animata Duck Dodgers. È uno dei comandanti del Corpo, ma sembra covare il dubbio che le serva l'aiuto di Dodgers per compiere la sua missione di salvataggio.